# Devozioni buddiste
Le Devozioni sono un elemento importante della pratica religiosa buddista. Le pratiche devozionali hanno per lo più lo scopo di promuovere la devozione alla Triplice Gemma. La maggior parte dei buddisti fa uso di rituali per facilitare il perseguimento delle proprie aspirazioni spirituali.

## Principali pratiche devozionali
- Offerte simboliche: nei santuari si offrono fiori, incenso, candele, cibi, frutta, acqua e bevande, che vengono posti davanti a immagini del Buddha[4];
- Inchini: ci si inchina davanti a immagini del Buddha e a religiosi; in quest'ultimo caso, i laici si inchinano davanti ai monaci e i monaci davanti ai monaci più anziani;
- Prostrazioni: vengono effettuate prima e dopo il canto devozionale e la meditazione;
- Canti devozionali: il canto è un mezzo per preparare alla meditazione, specialmente nel contesto di una pratica formale (come avviene nei monasteri); in alcune correnti del Buddismo il canto è usato anche per fini rituali, come l'omaggio al Buddha Amitabha nell'Amidismo, l'omaggio al Sutra del Loto nel Buddismo Nichiren e l'omaggio alla Triplice Gemma nel Buddismo Theravada[5];
- Pellegrinaggi: i pellegrinaggi buddisti hanno come mete quattro luoghi legati ai principali momenti della vita di Gautama Buddha: il luogo della nascita (Lumbinī), il luogo del risveglio spirituale (Bodh Gaya), il luogo dove predicò il primo sermone (Sārnāth) e il luogo della morte (Kushinagar).